# Gornja Bresnica
Gornja Bresnica (en serbe cyrillique : Горња Бресница) est un village de Serbie situé dans la municipalité de Prokuplje, district de Toplica. Au recensement de 2011, il comptait 157 habitants.

## Démographie
| 1948 | 1953 | 1961 | 1971 | 1981 | 1991 | 2002 | 2011 |
| ---- | ---- | ---- | ---- | ---- | ---- | ---- | ---- |
| 323  | 424  | 368  | 318  | 248  | 201  | 169  | 157  |

|  |